# André Auquier
Pour les articles homonymes, voir Auquier.
André Auquier, né le 15 janvier 1930 à La Bouverie et mort le 4 février 2020, est un coureur cycliste belge, professionnel de 1955 à 1962.

## Biographie
En 1955, il termine 10e à la 3e étape secteur b (CLM) du Tour de Grande-Bretagne

## Palmarès
- 1954
  - Circuit Dinantais
  - 2e de Bruxelles-Liège
  - 3e de Bruxelles-Mons-Liège
- 1955
  - Grand Prix de Zottegem
- 1957
  - Nokere Koerse
  - 3e du Circuit de Flandre centrale
- 1958
  - Prix de Saint-Lievin-Esse
  - Circuit des régions flamandes
  - 3e de Escaut-Dendre-Lys
- 1961
  - Circuit de l'Ouest à Mons